# Circulación (aerodinámica)

Líneas de campo de un campo vectorial v, alrededor del límite de una superficie curva abierta con el elemento de línea infinitesimal dl a lo largo del límite, y a través de su interior con dS el elemento de superficie infinitesimal y n la unidad normal a la superficie. Arriba: La circulación es la integral de línea de v alrededor de una espira cerrada C. Projecta v a lo largo de dl, luego suma.. Aquí v se divide en componentes perpendiculares (⊥) y paralelas (‖) a dl, las componentes paralelas son tangentes a la espira cerrada y contribuyen a la circulación, las componentes perpendiculares no. Abajo: La circulación es también el flujo de vorticidad ω=∇×v a través de la superficie, y el curvatura de v se representa heurísticamente como una flecha helicoidal (no es una representación literal). Nótese que la proyección de v lo largo de dl y la curvatura de v' pueden ser en sentido negativo, reduciendo la circulación.

En física, circulación es la integral de línea de un campo vectorial alrededor de una curva cerrada. En dinámica de fluidos, el campo es la velocidad de flujo del fluido. En electrodinámica, puede ser el campo eléctrico o el magnético.
La circulación fue utilizada por primera vez de forma independiente por Frederick Lanchester, Martin Kutta y Nikolái Zhukovski. Se suele denotar Γ (Griego gamma mayúscula).

## Definición y propiedades
Si V es un campo vectorial y dl es un vector que representa la longitud diferencial de un elemento pequeño de una curva definida, la contribución de esa longitud diferencial a la circulación es dΓ:
{\displaystyle \mathrm {d} \Gamma =\mathbf {V} \cdot \mathrm {d} \mathbf {l} =|\mathbf {V} ||\mathrm {d} \mathbf {l} |\cos \theta }.
Aquí, θ es el ángulo entre los vectores V y dl
La circulación puede relacionarse con curl de un campo vectorial V y, más concretamente, con la vorticidad si el campo es un campo de velocidad de un fluido,
La circulación Γ de un campo vectorial V' alrededor de una curva cerrada C es la integral de línea.
{\displaystyle \Gamma =\oint _{C}\mathbf {V} \cdot \mathrm {d} \mathbf {l} }.

## Relación con la vorticidad y la curvatura
La circulación puede relacionarse con curvatura de un campo vectorial V y, más concretamente, con la vorticidad si el campo es un campo de velocidad de un fluido,
{\displaystyle \mathbf {\omega } =\nabla \times \mathbf {V} }.
Por teorema de Stokes, el flujo de vectores de curvatura (rizo) o vorticidad a través de una superficie S es igual a la circulación alrededor de su perímetro,
{\displaystyle \Gamma =\oint _{\partial S}\mathbf {V} \cdot \mathrm {d} \mathbf {l} =\int \!\!\!\int _{S}\nabla \times \mathbf {V} \cdot \mathrm {d} \mathbf {S} =\int \!\!\!\int _{S}\mathbf {\omega } \cdot \mathrm {d} \mathbf {S} }
Aquí, la trayectoria de integración cerrada ∂S es el límite o perímetro de una superficie abierta S, cuyo elemento infinitesimal normal dS=ndS está orientado según la regla de la mano derecha. Así, el rizo y la vorticidad son la circulación por unidad de área, tomada alrededor de un bucle local infinitesimal.
En el flujo potencial de un fluido con una región de vorticidad, todas las curvas cerradas que encierran la vorticidad tienen el mismo valor para la circulación.

### Teorema de Kutta-Joukowski en dinámica de fluidos
En dinámica de fluidos, la sustentación por unidad de distancia  (L') que actúa sobre un cuerpo en un campo de flujo bidimensional es directamente proporcional a la circulación, es decir, puede expresarse como el producto de la circulación Γ sobre el cuerpo, la densidad del fluido ρ, y la velocidad del cuerpo respecto a la corriente libre V:
{\displaystyle L'=\rho V\Gamma }
Esto se conoce como el teorema de Kutta-Joukowski.
Esta ecuación se aplica alrededor de superficies aerodinámicas, donde la circulación se genera por acción aerodinámica; y alrededor de objetos giratorios que experimentan el efecto Magnus donde la circulación se induce mecánicamente. En la acción aerodinámica, la magnitud de la circulación viene determinada por la condición de Kutta.
La circulación en cada curva cerrada alrededor del perfil aerodinámico tiene el mismo valor, y está relacionada con la sustentación generada por cada unidad de longitud de envergadura. Siempre que la curva cerrada encierre el perfil aerodinámico, la elección de la curva es arbitraria.
La circulación se utiliza a menudo en dinámica de fluidos computacional como variable intermedia para calcular las fuerzas sobre un perfil aerodinámico u otro cuerpo.

### Ecuaciones fundamentales del electromagnetismo
En electrodinámica, la Ley de inducción de Maxwell-Faraday puede enunciarse de dos formas equivalentes: que la curvatura del campo eléctrico es igual a la tasa negativa de cambio del campo magnético,
{\displaystyle \nabla \times \mathbf {E} =-{\frac {\partial \mathbf {B} }{\partial t}}}
o que la circulación del campo eléctrico alrededor de una espira es igual a la tasa negativa de cambio del flujo del campo magnético a través de cualquier superficie atravesada por la espira, por el teorema de Stokes
{\displaystyle \oint _{\partial S}\mathbf {E} \cdot \mathrm {d} \mathbf {l} =\int \!\!\!\int _{S}\nabla \times \mathbf {E} =-{\frac {\mathrm {d} }{\mathrm {d} t}}\int _{S}\mathbf {B} \cdot \mathrm {d} \mathbf {S} }.

La circulación de un  campo magnético estático es, por ley de Ampère, proporcional a la corriente total encerrada por la espira
{\displaystyle \oint _{\partial S}\mathbf {B} \cdot \mathrm {d} \mathbf {l} =\mu _{0}\iint _{S}\mathbf {J} \cdot \mathrm {d} \mathbf {S} =\mu _{0}I_{\mathrm {enc} }}.
Para sistemas con campos eléctricos que cambian con el tiempo, la ley debe modificarse para incluir un término conocido como corrección de Maxwell.